# 阿都拉欣·巴克里
阿都拉欣，马来西亚政治人物，现土著团结党党员，曾是沙巴州古达国会议员，曾任交通部第一副部长和国防部副部长。2018年12月12日退出巫统，成为无党籍议员。